# Josef Panáček
Josef Panáček (Staré Město, 8 settembre 1937 – 5 aprile 2022) è stato un tiratore a volo cecoslovacco, dal 1993 ceco.

## Palmarès

### Olimpiadi
- 1 medaglia:
  - 1 oro (Montréal 1976 nello skeet)